# Créteil
Créteil és un municipi francès, situat al departament de la Val-de-Marne i a la regió de l'Illa de França. L'any 2005 tenia 88.400 habitants.
Està dividit entre el cantó de Créteil-1 i el cantó de Créteil-2, i forma part del districte de Créteil. I des del 2016, forma part de la divisió Grand Paris Sud Est Avenir de la Metròpoli del Gran París.